# Gavrailovo, Sliven
Gavrailovo (în bulgară Гавраилово) este un sat în comuna Sliven, regiunea Sliven,  Bulgaria. 

## Demografie
Componența etnică a satului Gavrailovo
     Romi (15,25%)
     Bulgari (64,62%)
     Nicio identificare (20,11%)
     Altele (0%)
La recensământul din 2011, populația satului Gavrailovo era de 1.193 locuitori. Din punct de vedere etnic, majoritatea locuitorilor (64,62%) erau bulgari, cu o minoritate de romi (15,25%). Pentru 20,11% din locuitori nu este cunoscută apartenența etnică.